# Sicano (alfarero)
Sicano (en griego antiguo: Σικανός) fue un antiguo alfarero griego de Atenas, cuyo trabajo está fechado alrededor del 500 a. C.
Sicano se conoce hoy en día solo por una firma (ΣΙΚΑΝΟΣ ΕΠΟΙΕΣΕΝ = "Sikanos lo hizo") en un plato de figuras rojas encontrada en Vulci. El plato formaba parte de la colección del Príncipe de Canino, que había realizado excavaciones en la zona de Vulci con un gran equipo a principios del siglo XIX, y ahora se considera perdida. La escena que muestra a Artemisa fue asignado al círculo del pintor Olto por John Beazley. Basándose en comparaciones, se le asignaron varias otras piezas, pero esta asignación es ahora muy discutida. No está claro si Sicano fue también el pintor de la pieza, por lo que no se le han asignado más piezas hasta ahora. El presunto apodo Sicano alude a su origen siciliano (véase sicanos). No está claro si era un meteco o un esclavo; se supone, sin embargo, que no era griego sino que provenía de una población nativa de Sicilia.